# 憲法構成プロジェクト
憲法構成プロジェクト（けんぽうこうせいプロジェクト、英:constituteproject）は、Google社が設立した、世界各国の憲法をまとめたウェブサイトである。

## 概要
2013年9月23日に公開されたこのウェブサイトは、比較憲法プロジェクトと関係のある研究者に協力を得て、憲法制定をしようとする政府が有効活用できるようにするために設計された。